# Сива черноопашата астрилда
Сива черноопашата астрилда (Estrilda troglodytes) е вид птица от семейство Estrildidae.

## Разпространение
Видът е разпространен в Бенин, Буркина Фасо, Гамбия, Гана, Гвинея, Еритрея, Етиопия, Камерун, Демократична република Конго, Кот д'Ивоар, Кения, Либерия, Мали, Мавритания, Нигер, Нигерия, Сенегал, Судан, Того, Уганда, Централноафриканската република, Чад и Южен Судан.